# Jacques Gerschwiler
Jacques Gerschwiler (ur. 10 września 1898 w Arbon, zm. 4 maja 2000 w Genewie) – szwajcarski łyżwiarz figurowy, trener łyżwiarstwa figurowego.
W 1936 roku był współzałożycielem Gildii Trenerów Łyżwiarstwa w Londynie, pierwszego zawodowego stowarzyszenia trenerskiego w łyżwiarstwie figurowym. Jedną z jego podopiecznych była Jeanette Altwegg – mistrzyni olimpijska 1952 z Oslo, Cecilia Colledge – wicemistrzyni olimpijska 1936 z Garmisch-Partenkirchen, Sally Stapleford, Bridget Adams, Barbara Wyatt i Jacqueline Harbord.
Posiadał obywatelstwo amerykańskie. W 1976 roku został przyjęty do Światowej Galerii Sławy Łyżwiarstwa Figurowego. Znanym trenerem jazdy figurowej na lodzie był także jego przyrodni brat Arnold Gerschwiler, zaś jego wujem był wicemistrz olimpijski 1948 z Sankt Moritz Hans Gerschwiler.

## Nagrody i odznaczenia
- Światowa Galeria Sławy Łyżwiarstwa Figurowego – 1976[3]